# La Bénisson-Dieu
La Bénisson-Dieu ist eine französische Gemeinde mit 425 Einwohnern (Stand 1. Januar 2022) im Département Loire in der Region Auvergne-Rhône-Alpes. Sie gehört zum Arrondissement Roanne und zum Kanton Charlieu.

## Geographie
Die Gemeinde befindet sich rund 13 Kilometer nördlich von Roanne an der Grenze zum benachbarten Département Saône-et-Loire. Nachbargemeinden sind:
- Melay im Norden (Dép. Saône-et-Loire),
- Briennon im Osten und
- Noailly im Westen.

Der Ort liegt im Tal der Teyssonne an der Einmündung des Flüsschens Clapier.

## Bevölkerungsentwicklung
| Jahr                       | 1968 | 1975 | 1982 | 1990 | 1999 | 2006 | 2017 |
| Einwohner                  | 369  | 364  | 402  | 391  | 444  | 444  | 418  |
| Quellen: Cassini und INSEE |      |      |      |      |      |      |      |

## Sehenswürdigkeiten
- Kloster La Bénisson-Dieu, eine ehemalige Zisterziensermönchsabtei – Monument historique